# Еџертон (Мисури)
Еџертон (енгл. Edgerton) град је у америчкој савезној држави Мисури.

## Демографија
По попису из 2010. године број становника је 546, што је 13 (2,4%) становника више него 2000. године.
| Група             | 2000.       | 2010.       |
| Белци             | 522 (97,9%) | 528 (96,7%) |
| Афроамериканци    | 0 (0,0%)    | 1 (0,2%)    |
| Азијати           | 0 (0,0%)    | 5 (0,9%)    |
| Хиспаноамериканци | 0 (0,0%)    | 5 (0,9%)    |
| Укупно            | 533         | 546         |